# Mare Dibaba
Mare Dibaba, Mare Ibrahimova (ur. 20 października 1989 w Etiopii) – etiopska lekkoatletka specjalizująca się w biegach długodystansowych, mistrzyni świata i brązowa medalistka igrzysk olimpijskich.
Pierwszy poważny start międzynarodowy zanotowała jako nastolatka – w marcu 2008 roku triumfowała w Półmaratonie Warszawskim z czasem 1:11:24 (wówczas rekord tych zawodów).
Do 8 grudnia 2009 reprezentowała Azerbejdżan. Była wielokrotną mistrzynią i rekordzistką tego kraju, reprezentowała go podczas III ligi drużynowych mistrzostw Europy (zwyciężyła w biegach na 3000 i 5000 metrów).
W 2015 zdobyła mistrzostwo świata w biegu maratońskim w Pekinie. Rok później w tej samej konkurencji zajęła trzecie miejsca na igrzyskach olimpijskich.
W 2017 zajęła ósme miejsce podczas rozgrywanych w Londynie mistrzostw świata.

## Osiągnięcia
| Rok  | Impreza              | Miejsce        | Konkurencja | Pozycja     | Wynik   |
| ---- | -------------------- | -------------- | ----------- | ----------- | ------- |
| 2011 | Igrzyska afrykańskie | Maputo         | półmaraton  | 1. miejsce  | 1:10:47 |
| 2012 | Igrzyska olimpijskie | Londyn         | maraton     | 23. miejsce | 2:28:48 |
| 2015 | Mistrzostwa świata   | Pekin          | maraton     | 1. miejsce  | 2:27:35 |
| 2016 | Igrzyska olimpijskie | Rio de Janeiro | maraton     | 3. miejsce  | 2:24:30 |
| 2017 | Mistrzostwa świata   | Londyn         | maraton     | 8. miejsce  | 2:28:49 |

## Rekordy życiowe
- bieg na 5000 metrów – 15:42,83 (2009) rekord Azerbejdżanu
- bieg na 10 kilometrów – 31:38 (2016)
- półmaraton – 1:07:13 (2010)
- maraton – 2:19:52 (2012 i 2015)